# 枕草子春曙抄
『枕草子春曙抄』（まくらのそうししゅんしょしょう）とは、江戸時代に書かれた『枕草子』の注釈書。全十二巻、北村季吟著。『春曙抄』とも称す。

## 解説
刊記がないので正確な出版年月日は明らかではないが、「清少納言枕草子者、中古之遺風、和語之俊烈也。并義於紫女源氏物語、尤当閲翫之者也」と始まる跋文には「延宝二年七月十七日甲寅北村季吟書」とあり、これにより延宝2年（1674年）以後の出版と考えられる。底本の本文は一般に能因本系統とされているが、実際には能因本の本文を三巻本により補訂したものであることが萩谷朴により指摘されている。
はじめに作者の清少納言や『枕草子』の題号などについて解説し、本文には詳細な傍注・標注・校合・考証などを施す。享保14年（1729年）発梓本では壺井義知著『清少納言枕草子装束撮要抄』（「装束抄」）1冊が加えられ、袋綴じ13冊となっている。ほかに『装束抄』が付かない六冊本もある。近世における枕草子注釈の最高峰として、同じ年に刊印された加藤磐斎（1625 - 1674）の『清少納言枕草紙抄』を圧倒したばかりでなく、版を重ねて広く流布し（元禄の頃にはすでに海賊版が横行したという）、その本文も『枕草子』の標準本文として長きにわたって読まれた。

## 刊行本
- 『枕冊子春曙抄』　吉澤義則編　文献書院、1928 - 29年
- 『枕草子春曙抄』　池田亀鑑校　岩波文庫、1931年
- 『訂正増補 枕草子春曙抄』　青山堂、1893年　※鈴木弘恭による訂正増補。『春曙抄』に諸家の説を補い、訂正を加えたもの
- 『枕草子春曙抄杠園抄』　日本図書センター、1978年　※岩崎美隆旁註。『日本文学古註釈大成―枕草子古註釈大成』の内の一冊